# Medyka
Medyka – wieś w Polsce położona w województwie podkarpackim, w powiecie przemyskim, w gminie Medyka.
Miejscowość jest siedzibą gminy oraz rzymskokatolickiej parafii św. Apostołów Piotra i Pawła.
Wieś starostwa przemyskiego położona była na przełomie XVI i XVII wieku w powiecie przemyskim ziemi przemyskiej województwa ruskiego. W latach 1954–1972 wieś należała i była siedzibą władz gromady Medyka. W latach 1975–1998 miejscowość administracyjnie należała do województwa przemyskiego.
Miejsce popisów szlachty ziemi przemyskiej I Rzeczypospolitej.
| SIMC    | Nazwa             | Rodzaj     |
| ------- | ----------------- | ---------- |
| 0606636 | Chałupki Medyckie | przysiółek |
| 0606582 | Garb              | część wsi  |
| 0606599 | Kąt               | część wsi  |
| 0606607 | Oprenki           | część wsi  |
| 0606613 | Zahipczyzna       | część wsi  |
| 0606620 | Zaokop            | część wsi  |

## Historia
Zamek w Medyce był wzmiankowany w 1405 roku w związku z dokumentem, który wydał w nim król Władysław Jagiełło. W 1412 roku król przyjął tu posłów Zygmunta Luksemburskiego. Zamek został rozbudowany w 1542 r. przez Piotra Kmitę, ale jego forma nie jest znana. W 1607 r. powstał tu drewniany kościół parafialny pw. św. Piotra i Pawła. W 1663 r. utworzono tu niewielkie starostwo niegrodowe. W tym samym roku wzmiankowano, że zamek w Medyce miał cztery baszty. Po 1772 roku własność Antoniego Lubomirskiego.
Od 1809 r. właścicielami wsi byli Pawlikowscy, którzy w miejscu ruin zamku wznieśli pałac. W 1830 r. Gwalbert Pawlikowski założył na terenie swojego majątku pierwszą w Galicji szkołę ogrodniczą oraz kolekcję drzew w parku. W 1832 Konstanty Świdziński odkrył w kolekcji pałacu Kartę medycką, która, wraz z częścią zbiorów, przekazana została do Ossolineum, i ocalała.
W 1863 r. we wsi miał punkt zborny oddział Marcina Borelowskiego. W 1906 roku powstała Jednostka Ochotniczej Straży Pożarnej
Pałac uległ zniszczeniu w 1915 i 1939 r.
W czasie kampanii wrześniowej stacjonowała tu 23 Eskadra Towarzysząca.
W latach 1944–1948 w ZSRR (rejon medycki, obwód drohobycki). W maju 1948, w związku z korektą granicy państwową między Polską a ZSRR, włączona z powrotem do Polski.
W 1966 przekształcono istniejący od siedmiu lat ośrodek pracy więźniów w zakład karny. Pojemność jednostki wynosi 245 miejsc.
Wieś leży na szlaku architektury drewnianej województwa podkarpackiego.
W Medyce urodził się m.in. Jan Gwalbert Pawlikowski – polski ekonomista, publicysta i polityk, historyk literatury, jeden z polskich pionierów ochrony przyrody, profesor, Tadeusz Pawlikowski – polski reżyser i dyrektor teatrów, oraz Aniela Pająkówna – polska malarka.

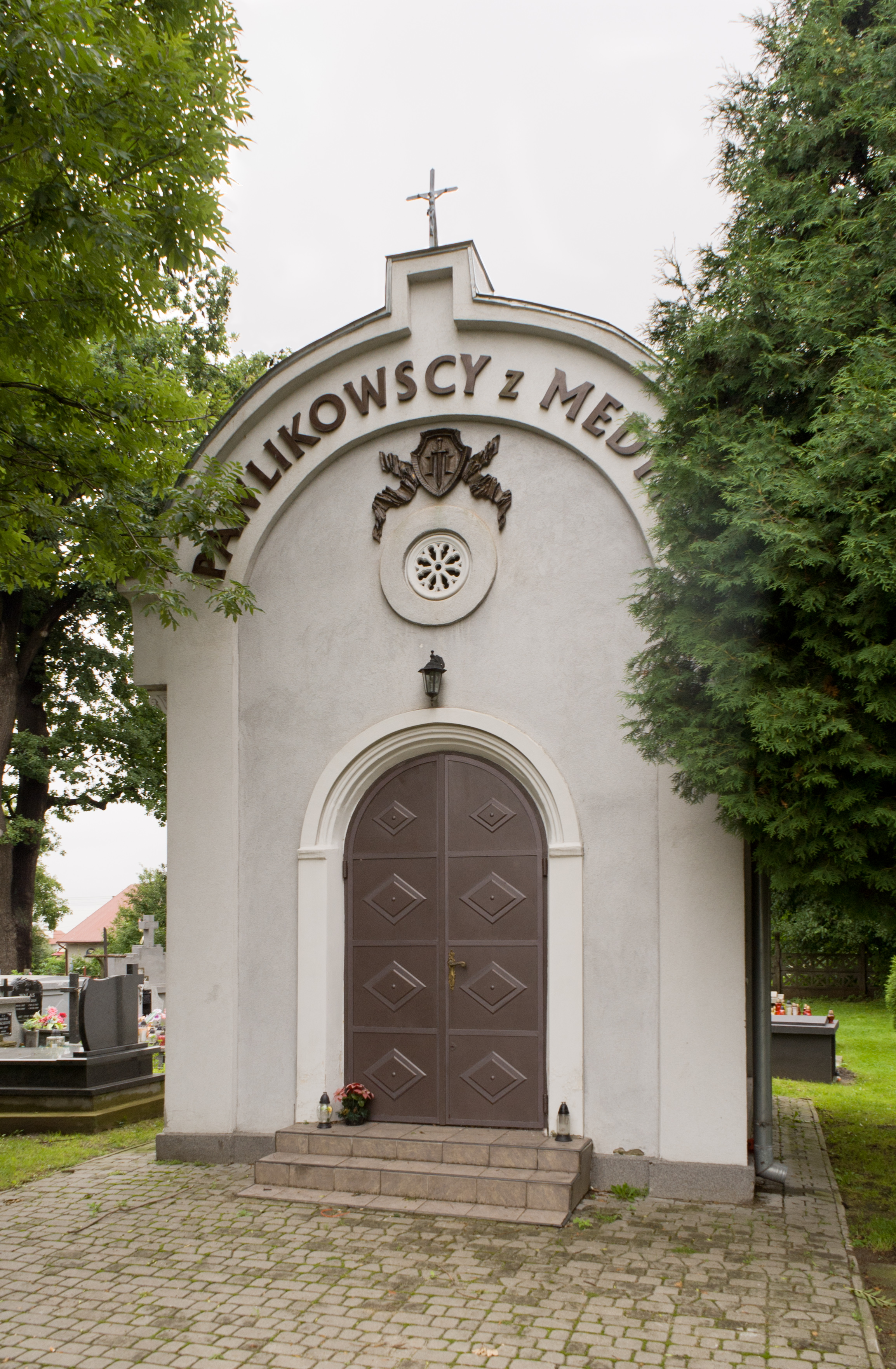
Kaplica Pawlikowskich na cmentarzu komunalnym w Medyce

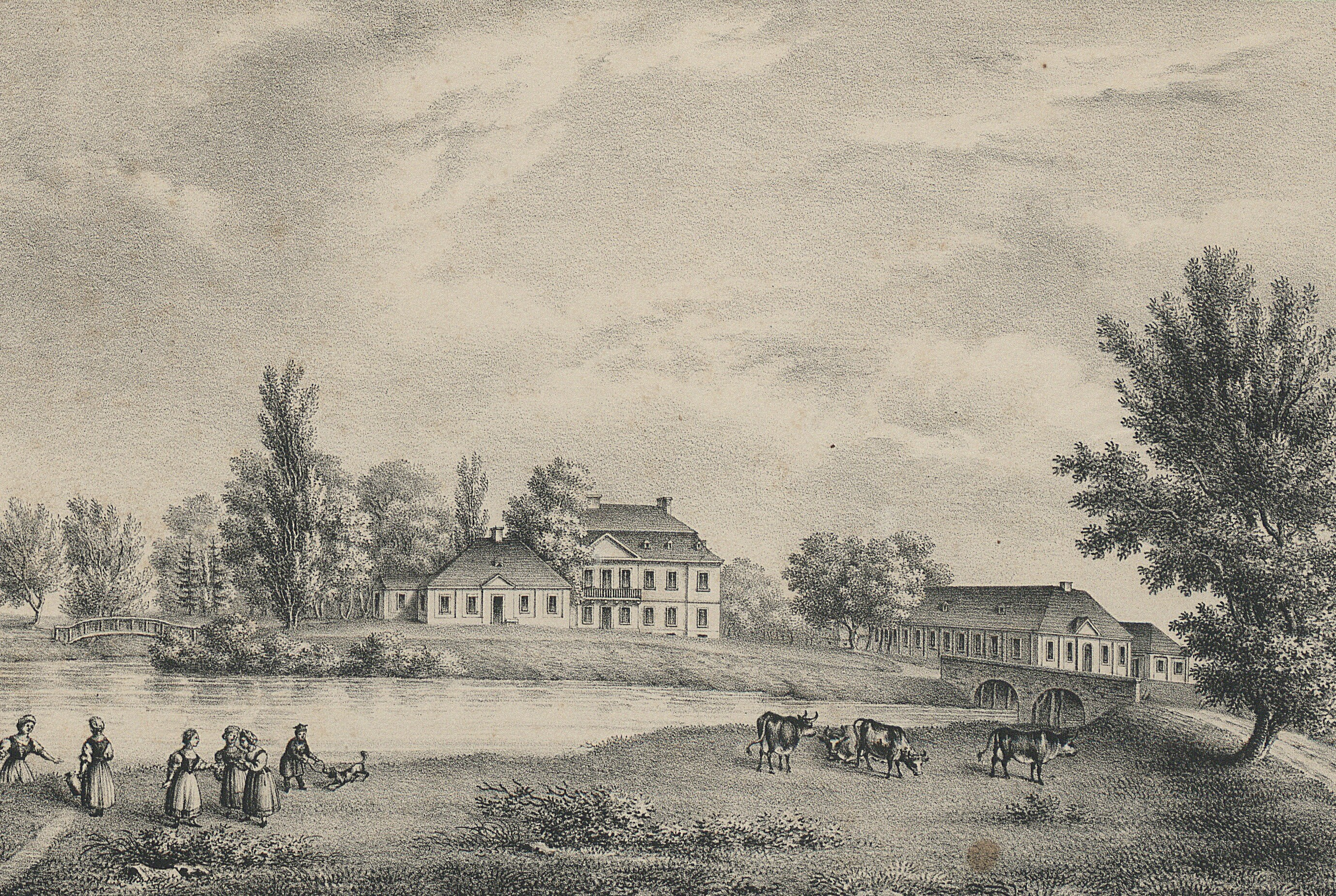
Widok dworu około 1840

## Zabytki
- Zespół dworski[16] – wpisany do rejestru zabytków 19 lipca 1969 r. Położony jest w północno-zachodniej części wsi. W jego skład wchodzą:
  - dom gościnny – wybudowany według projektu Michała Gwalberta Pawlikowskiego na przełomu XIX i XX w. jako willa w stylu szwajcarsko-uzdrowiskowym; położony na wyspie, wokół niego znajdują się wały i fosa (1534 r.). Połączony mostem, a następnie drogą z majdanem gospodarczym.
  - park – pochodzący z drugiej połowy XVI wieku. Zajmuje on powierzchnię ok. 50 ha. W XIX wieku przekształcony przez Gwalberta Pawlikowskiego, który stworzył na jego terenie kolekcję dendrologiczną. Rozciąga się on nieregularnie wokół tzw. wyspy powstańców. Od południa graniczy ze stawami, a od północnego zachodu i północnego wschodu z sadem pomologicznym. Występują tu m.in.: platan, miłorząb japoński, orzech czarny i dąb czerwony;
  - majdan gospodarczy z klasycystyczną oficyną dworską;
  - kopiec Jagiełły – usytuowany za fosą, znajdujący się na północny wschód od wyspy;
  - dwa stoły kamienne;
  - cokół wazy ogrodowej.
- Synagoga w Medyce

Zespół kościelny – wpisany do rejestru zabytków 20 grudnia 1989 r.
Cmentarz komunalny – wpisany do rejestru zabytków 10 marca 1994 r. Powstał w drugiej połowie XIX wieku., w południowej części wsi (w okolicy torów kolejowych). Ma kształt trapezu. Na jego terenie znajdują się dwie główne alejki:
- od wejścia do kaplicy rodziny Pawlikowskich;
- do kaplicy rodziny Pawlikowskich w kierunku zachodnim.

Najstarszy nagrobek pochodzi z 1888 r., a kilka z przełomu XIX/XX wieku
Na terenie cmentarza znajdują się dwie kaplice grobowe (Pawlikowskich i Sienkiewiczów).
Osada z okresu rzymskiego – wpisana do rejestru zabytków 30 kwietnia 1970 r.

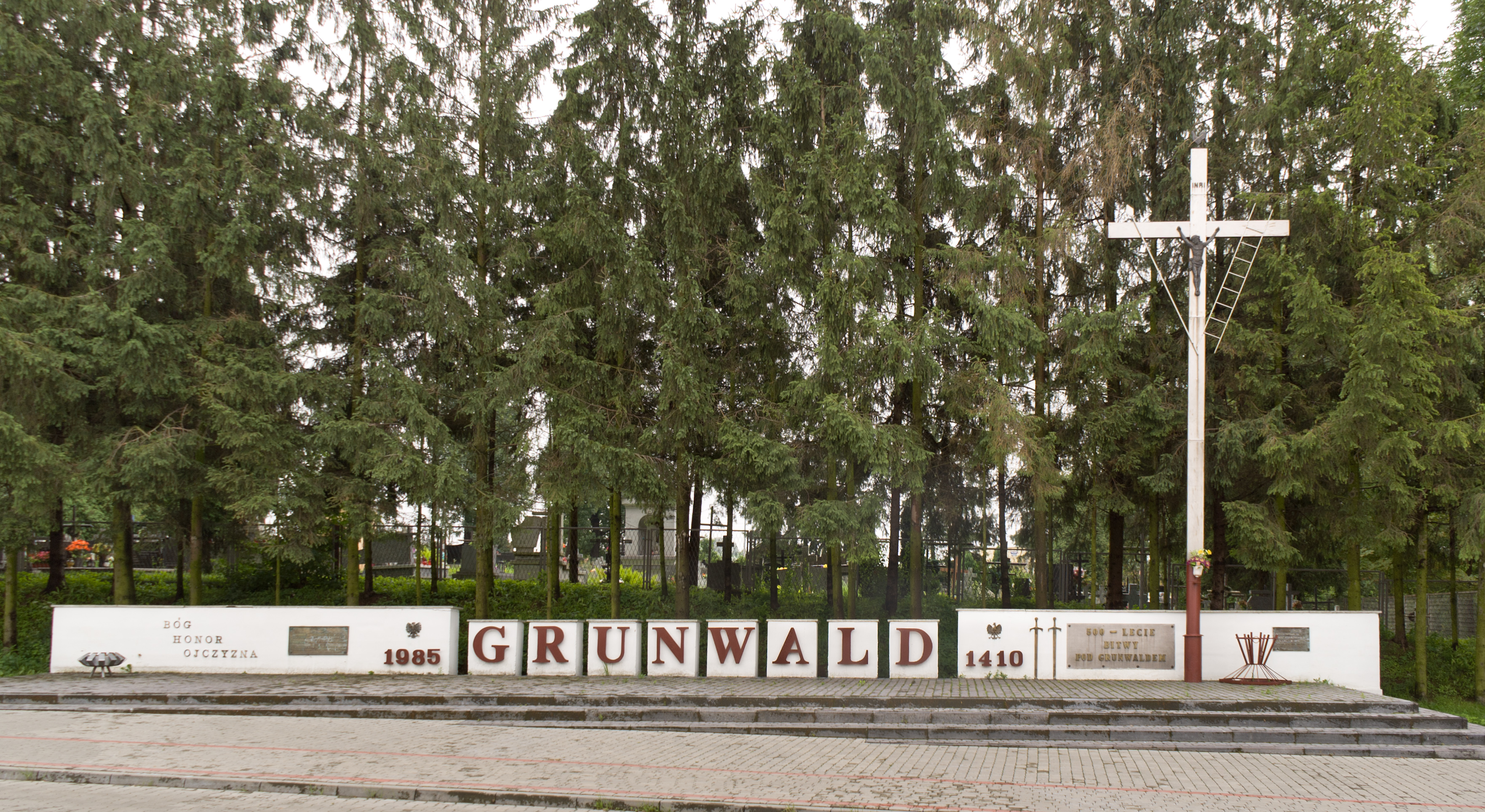
Pomnik Grunwaldu w Medyce

Pomnik Grunwaldu. W 1910 roku w 500. rocznicę bitwy pod Grunwaldem w pobliżu cmentarza komunalnego w Medyce wzniesiono krzyż, pod którym ludność gromadziła się w dniach rocznic narodowych i państwowych. Inicjatorami tego przedsięwzięcia byli Leopold Fedyk (kierownik szkoły w Medyce), Kazimierz Jamroz (właściciel fabryki tkanin w Medyce) i ksiądz Szymon Korpak (proboszcz medycki, polityk okresu międzywojennego, poseł na sejm, działacz gospodarczo-społeczny). Krzyż ten w czasie II wojny światowej został zniszczony, lecz dzięki staraniom Jana Pawłuckiego (sołtysa Medyki) w roku 1985 został odtworzony. Jest to obiekt murowany w kształcie muru z metalowym krzyżem i trzema tablicami metalowymi.

## Transport
We wsi znajduje się drogowe polsko-ukraińskie przejście graniczne Medyka-Szeginie w kierunku Mościsk.
Prowadzi tu droga krajowa nr 28 Zator – Wadowice – Nowy Sącz – Gorlice – Biecz – Jasło – Krosno – Sanok – Przemyśl – Medyka, i dalej przez przejście graniczne drogą M11 do Mościsk i Sądowej Wiszni.
W mieście jest stacja kolejowa Medyka.